# 홍수민 (1990년)
홍수민(1990년 11월 4일 ~)은 대한민국의 남자 연극 배우이다.

## 프로필
- 출생일과 나이 : 1990년 11월 4일(34세)
- 키 : 184cm
- 혈액형 : o 형

## 작품활동
- 2023년 5월 18일 ~ 5월 21일   연극 <접수>
- 2023년 4월 7일 ~ 4월 16일   연극 <하얀 역병>
- 2022년 2월 11일 ~ 2월 27일   연극 <코스모스>
- 2021년 3월 12일 ~ 3월 28일   연극 <코스모스>
- 2018년 8월 8일 ~ 8월 19일   연극 <괴벨스극장>
- 2018년 5월 18일 ~ 6월 10일   연극 <페스트>
- 2016년 12월 8일 ~ 2월 12일   연극 <청춘예찬>